# 산다칸 죽음의 행진

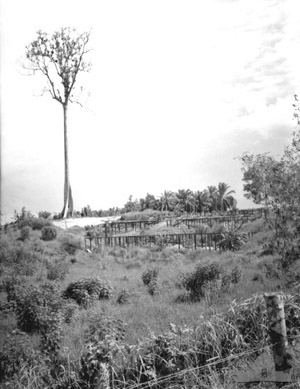

산다칸 죽음의 행진은 일본군이 1942년 7월부터 43년 4월 사이 싱가포르수용소에서 연합군 포로 2천7백50명을 산다칸으로 이송해 비행장 건설에 투입했다.
이들 가운데 9명은 스파이 혐의로 처형되고 2백40명은 다른 곳으로 옮겨감으로써 43년 9월 당시에는 산다칸 수용소에 호주군 약 1천8백명과 영국군 7백명이 남아 있었다.
일본군은 전세가 불리해지자 연합군이 이 섬에 상륙할 것을 우려, 45년 1월부터 6월사이 포로들 가운데 약 1천명을 정글과 산림지대를 지나 산다칸에서 서쪽으로 약 1백50km 떨어진 라나우까지 `죽음의 행진'을 시켰다.
산다칸에 남겨진 1천5백명은 질병이나 영양실조로 죽거나 아니면 나중에 일본군에게 살해당했다.
`죽음의 행진'에서는 일본군이 포로들을 뒤따르면서 낙오자들을 사살하는 가운데 포로 약 1천명중 5백여명이 행진도중 죽거나 총에 맞아 숨졌다.
라나우에 도착한 포로들 가운데도 4백여명은 이후 질병과 영양실조로 숨졌다.
일본군은 1945년 8월15일 항복하기 직전에 `죽음의 행진'의 생존자 33명마저 사살했다.
그러나 이 가운데도 6명이 살아남았는데 이들은 행진도중 빠져 나왔거나 라나우 수용소에 도착한 뒤 탈출한 사람들이다.
전쟁이 끝난뒤 일본군 전범 6명이 산다칸 학살과 관련된 혐의로 처형됐다.

## 같이 보기
- 태평양전쟁
- 제2차 세계대전
- 일본의 전쟁범죄
- 싱가포르 전투